# 埼玉県立自然の博物館
埼玉県立自然の博物館（さいたまけんりつしぜんのはくぶつかん）は埼玉県秩父郡長瀞町にある埼玉県立博物館の中で唯一の自然史博物館。秩父鉄道株式会社が設立した秩父鉱物植物標本陳列所（後に秩父自然科学博物館に改名）の流れを汲み、90年以上にわたる日本有数の長い歴史を持つ登録博物館である。これは東京の国立科学博物館に次ぐものである。
「埼玉の自然とその生い立ち」をテーマにしている。

## 沿革

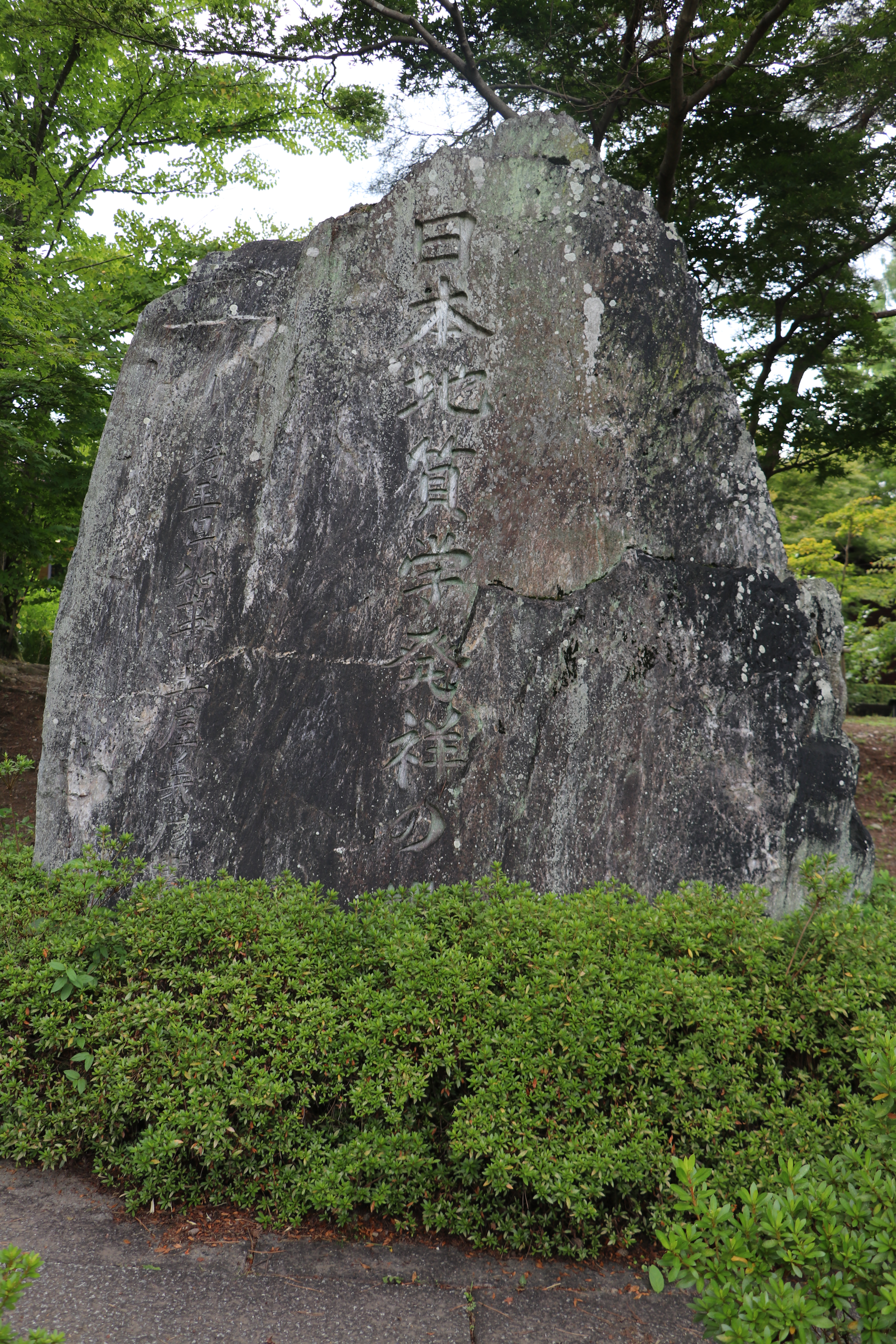
日本地質学発祥の地の碑

- 1921年（大正10年）に秩父鉄道株式会社が「秩父植物鉱物標本陳列所」を設立した。秩父鉱物植物標本陳列所は現在の自然の博物館正面の養弘亭の敷地内に建っていた。
- 1949年（昭和24年）から館名を「秩父自然科学博物館」と変え、1979年（昭和54年）に閉館した。館舎は現在の自然の博物館の敷地内に所在した。
- 1981年（昭和56年）に所蔵品等が秩父鉄道から埼玉県へと移管され、「埼玉県立自然史博物館」として開館。建物は前川國男建築設計事務所が設計した。埼玉県博物館の中で唯一の自然科学博物館となった。
- 1993年（平成5年）に日本地質学会発足100周年及び長瀞町合併50周年を記念し、片岩を用いた「日本地質学発祥の地の碑」が博物館付近に建立された[3]。
- 2006年（平成18年）に行われた県立博物館の再編整備にともなう条例改正によって、「埼玉県立自然の博物館」となった。
- 2011年（平成23年）9月から2012年（平成24年）10月までの間、施設改修工事が行われ、2012年（平成24年）10月6日にリフレッシュオープンした。
- 2016年（平成28年）3月、所蔵する化石9件が国天然記念物に指定された。

## 展示
埼玉県深谷市から産出した73本のカルカロドンメガロドンの歯化石（県指定天然記念物）や、秩父市大野原や秩父郡小鹿野町般若から産出したパレオパラドキシア化石、狭山市産出アケボノゾウ化石（県指定天然記念物）などが展示の目玉である。
2016年3月にはパレオパラドキシアやチチブクジラなどの化石9件が「古秩父湾堆積層及び海棲哺乳類化石群」の一部として国の天然記念物に指定された。
1階はオリエンテーションホール、ディスカバリーコーナー、地学展示ホール、生物展示ホールの常設展示があり、2階には企画展示室とパネル展示がある。企画展とパネル展示は1 - 3箇月で入れ替えられる。
2017年1月31日から常設展示の一部を改修し、パレオパラドキシアの実物化石を多く追加するなど、展示の拡充を実施した。

## 所蔵資料
地質系資料17,593点、植物系資料76,509点、動物系資料64,089点を収集保管している（2016年3月31日現在）。

### 国の天然記念物
- 古秩父湾堆積層及び海棲哺乳類化石群 
  - 秩父市大野原産出パレオパラドキシア骨格化石
  - 小鹿野町般若産出パレオパラドキシア骨格化石
  - 小鹿野町三山産出パラオパラドキシア骨格化石
  - 秩父市寺尾産出パレオパラドキシア頭骨化石
  - 皆野町大渕産出パレオパラドキシア化石
  - 秩父市栃谷産出パレオパラドキシア骨格化石
  - 秩父市大野原産出チチブクジラ骨格化石
  - 秩父市蓼沼産出チチブクジラ骨格化石
  - 小鹿野町般若産出オガノヒゲクジラ頭骨化石

所有するタイプ標本
チチブクジラ　Diorocetus chichibuensis　ほか

## 学芸員
以下のような分野を専攻する学芸員・職員が研究その他の活動を行っている。
- 土壌動物学
- 自然地理学（地形学）
- 昆虫学
- 植物学
- 森林生態学
- 地質学（古脊椎動物学）
- 岩石学・鉱物学
- 考古学

など